# Мю (літера)
Мю (велика Μ, мала μ; грец. Μι МФА: [miː]; давньогрецька μῦ [mŷː], грец. μι або μυ — обидва [mi]; в латиничній передачі називається my) — дванадцята літера грецької абетки. У системі грецьких чисел має значення 40.

## Походження
Походить від літери  («мем») фінікійського алфавіту. Від мю, у свою чергу, походять латинська M і кирилична М.

## Читання

### Давньогрецька
У давньогрецькій мові пишеться μῦ і вимовляється [mŷː].

### Сучасна грецька
У сучасній грецькій пишеться μι і вимовляється [mi]. У політонічній орфографії він пишеться з гострим наголосом: μί.

## Використання як символ
Велика мю, через свою графічну тотожність латиничному M, поза грецьким письмом не використовується.

### Мала літера
- У фармакології — важливий опіатний рецептор
- У механіці — коефіцієнт тертя
- У теорії ймовірностей і математичній статистиці — математичне сподівання
- у теорії чисел — стала Рамануджана — Зольднера
- У термодинаміці — хімічний потенціал
- У небесній механіці — стандартний гравітаційний параметр
- У фізиці елементарних частинок — позначення мюона
- У СІ — міжнародне позначення префікса «мікро-» (відповідає українському мк)
- Корпорація Olympus виробляє серію цифрових камер під назвою Olympus µ [mju:][5] (відома як Olympus Stylus у Північній Америці)

## Кодування символів
- Грецька Мю / Коптська Мю[6]